# اچ‌ام‌ای‌اس آنزاک (جی۹۰)
اچ‌ام‌ای‌اس آنزاک (جی۹۰) (به انگلیسی: HMAS Anzac (G90)) یک کشتی بود که طول آن ۳۲۷ فوت ۷ اینچ (۹۹٫۸۵ متر) بود. این کشتی در سال ۱۹۱۷ ساخته شد.